# Stenolophus rotundicollis
Stenolophus rotundicollis är en skalbaggsart som beskrevs av Samuel Stehman Haldeman. Stenolophus rotundicollis ingår i släktet Stenolophus och familjen jordlöpare. Inga underarter finns listade i Catalogue of Life.